# 78P/Герельса
Комета Герельса 2 (78P/Gehrels) — короткопериодическая комета из семейства Юпитера, которая была открыта 29 сентября 1973 года американским астрономом Томом Герельсом в Паломарской обсерватории. Обладает довольно коротким периодом обращения вокруг Солнца — всего чуть более 7 лет.

Орбита кометы Герельса и её положение в Солнечной системе

## История открытия
Том Герельс (из Лунной и Планетарной лаборатории, штат Аризона, США) обнаружил эту комету, изучая фотопластины, полученные со 122-см телескопа системы Шмидта в Паломарской обсерватории. Размытые изображения кометы были обнаружены на фотопластинках, полученных 29 сентября, 30 сентября, 4 октября и 5 октября 1973 года. Яркость кометы оценивалась как 15 — 16 m звёздной величины, а длина её хвоста около 2" угловых минут[уточнить].
Официально об открытии кометы было объявлено 31 октября, — к тому моменту Брайаном Марсденом были закончены расчёты эллиптической и параболических вариантов её орбиты, согласно которым орбитальный период кометы составлял 8,76 года. К 7 ноября период кометы был пересмотрен в сторону уменьшения до 7,93 года и рассчитана дата прохождения перигелия — 30 ноября 1973 года.
Эти данные указывали, что на нынешнюю орбиту комета перешла совсем недавно, после того как в 1971 году испытала относительно тесное сближение с Юпитером (до 0,9 а. е.), а до этого её орбитальный период составлял 8,5 лет.

## История наблюдений
Максимальная видимая яркость кометы в 1973 году достигала лишь 15 m и начала падать после прохождения точки перигелия в ноябре того же года. 21 октября комета сблизилась с Землёй на минимальное расстояние 1,3729 а. е. (205,9 млн км). Астрономам удавалось следить за кометой вплоть до 7 марта 1975 года, когда её яркость снизилась до 21,5 m.
В 1980 году Брайан Марсден начал работать над проблемой повторного обнаружения кометы во время её очередного возвращения в 1981 году. Благодаря его расчётам комета вновь была обнаружена 8 июля 1981 года техасскими астрономами W. и A. Cochran в обсерватории Макдональда. Её яркость оценивалась как 19,5 m, а ошибка в расчётах позиции обнаружения составляла лишь 0,15 суток. Максимальная яркость во время возвращения 1981 года не превышала 16 m. Максимальное сближение с Землёй состоялось 26 октября, а дистанция сближения составила 1,3738 а. е. (206,07 млн км).
Следующее сближение произошло в 1989 году: 31 октября сближение с Землёй на расстояние 1,3559 а. е. (203,38 млн км), 3 ноября прохождение точки перигелия и сближение с Солнцем до 2,348 а. е. (352,2 млн км), максимальная яркость 14 m.
Возвращение 1997 года было наиболее благоприятным с точки зрения возможности проведения наблюдений с момента открытия. 7 августа она прошла точку перигелия, а 14 декабря сблизилась с Землёй на расстояние 1,3119 а. е. (196,78 млн км). Благодаря более тесному сближению с Землёй яркость кометы в течение октября и начале ноября достигала 12,9 m. Но вопреки ожиданиям астрономов наибольшую яркость 12 m комета достигла в январе 1998 года, а угловые размеры её хвоста составили 1,5" минут дуги[уточнить].

## Эволюция орбиты
| а. е.           | 2009 | 2030 | 2200 |
| --------------- | ---- | ---- | ---- |
| Большая полуось | 3,73 | 6,02 | 9,37 |
| Перигелий       | 2,00 | 4,08 | 4,99 |
| Афелий          | 5,46 | 7,96 | 13,7 |

Из-за того что афелий орбиты данной кометы составляет 5,4 а. е., он оказывается внутри орбиты Юпитера, что неизбежно будет приводить к частым возмущениям её орбиты со стороны планеты-гиганта. Ближайшее такое возмущение ожидается уже 15 сентября 2029 года, когда комета пройдёт всего 0,018 а. е. (2,7 млн км) от Юпитера, что приведёт к сильнейшим изменениям орбиты. К 2200 году орбита кометы изменится таким образом, что её перигелий будет располагаться в окрестностях орбиты Юпитера, а афелий в районе Нептуна. Таким образом, комета, вследствие удалённости от Солнца, перестанет проявлять кометную активность и превратится в одного из типичных представителей группы кентавров.